# Bête du Lyonnais
La bête du Lyonnais est un animal anthropophage à l'origine d'une série d'attaques sur des humains. La première attaque est mentionnée à l'été 1754. Jusqu'à la fin de l'année 1756, une ou plusieurs bêtes féroces sévissent, dans un premier temps entre Vienne et Meyzieu, puis dans les environs de Savigny. Ce ou ces animaux auraient fait environ une trentaine de victimes, principalement des enfants ou adolescents.

## Histoire

### Premières attaques
Début août 1754, le notaire royal de Vienne est appelé par les notables de la paroisse de Luzinay pour procéder à l'identification du corps d'un jeune garçon qui a été retrouvé dévoré. Nous savons qu'au moins deux autres attaques se produisirent dans le même secteur, aux environs de Villette-de-Vienne et de Régnié-Durette, avant que le Marquis de Marcieu, gouverneur de la province, n'ordonne une grande battue.
Cette chasse générale se déroule le 10 septembre 1754 et dure deux jours. Elle mobilise environ 2 000 chasseurs de 26 villages différents et a pour limite les paroisses de Vénissieux, Saint-Priest, Mions, Toussieu, Chandieu, Meyzieu, Luzinay, Seyssuel, Simandres et Saint-Symphorien-d'Ozon. Cette chasse n'a pour seule conséquence que d'étaler le territoire de prédation de la Bête et sa trace se perd dans le dernier trimestre 1754.

### Aux alentours de Savigny
La bête ressurgit en février 1755, dans la paroisse de Sarcey, où elle fait une nouvelle victime. Jusqu'au mois d'octobre, on compte en moyenne un décès par mois imputé à la bête féroce, principalement autour de Savigny et de L'Arbresle. Puis, elle ne fait plus parler d'elle pendant l'hiver 1755-1756.
Le mardi de Pâques 1756 (le 20 avril), une fillette est retrouvée dévorée à Saint-Julien-sur-Bibost. Lors de cette attaque, c'est la première fois que des témoins rapportent la description de deux bêtes.
Au début de l'année 1757, le curé Brietton de la paroisse de Sourcieux-les-Mines (à l'époque Sourcieux sur l'Arbresle) consigne 25 personnes attaquées au total dans le secteur Bessenay, Bibost, Saint-Julien-sur-Bibost, Montrottier, Ancy, Saint-Romain-de-Popey, L’Arbresle et Chevinay depuis le carême 1755. Selon lui  [les bêtes] en blessèrent un plus grand nombre qu'ils n'en tuèrent et qu'ils auraient également dévorés s'ils n'avaient été secourus.

### Disparition mystérieuse
Le 24 novembre 1756, la dernière victime est dévorée et mangée à moitié à Montrottier . Le curé de la paroisse est le premier à émettre l'hypothèse que la bête peut être une hyène. Cette hypothèse, mise en doute par les recherches contemporaines, a également été émise à l'époque dans le cadre de l'affaire de la Bête du Gévaudan.
À la suite de cette attaque, il n'est plus fait mention dans les registres paroissiaux de personnes dévorées par des bêtes féroces dans les environs de Lyon.

## Description
Les actes de sépultures à notre disposition à ce jour ne donnent que peu d'informations sur la ou les bêtes ayant causé des ravages dans le Lyonnais entre 1754 et 1756. Le curé de Saint-Julien-sur-Bibost est le seul à nous laisser un témoignage :

« Ce vingt avril mil sept cent cinquante six, j’ai inhumé dans le cimetière de St-Julien[-sur-Bibost] Marguerite Pinet, âgée d’environ onze ans, munie du sacrement de pénitence & d’ex[trême] onction ; fille de Jean-François Pinet, habitant de cette paroisse & de Jeanne [Subrin ?], laquelle enfant était au maître chez Subilon du hameau de Bernay paroisse de Besenay, faisant paître des bêtes. Deux animaux féroces, l’un gros comme un bon bidet, tirant sur le rouge, ressemblant à un loup à l’exception qu’il avait une queue courte, et l’autre gros comme un bon mâtin, mais blanc sous le ventre & une grande queue longue ; la saisirent au gosier & lui endommagèrent tellement le cou que cette enfant en est morte ; et enterrée en présence de Mathieu Crois & de Jean Guainon, témoins requis, de la paroisse, qui ont déclaré ne savoir signer, de ce requis & sommé. Ces animaux ont dévoré quantité de bergers dans le voisinage & cela dure depuis deux ans. Barbier curé »

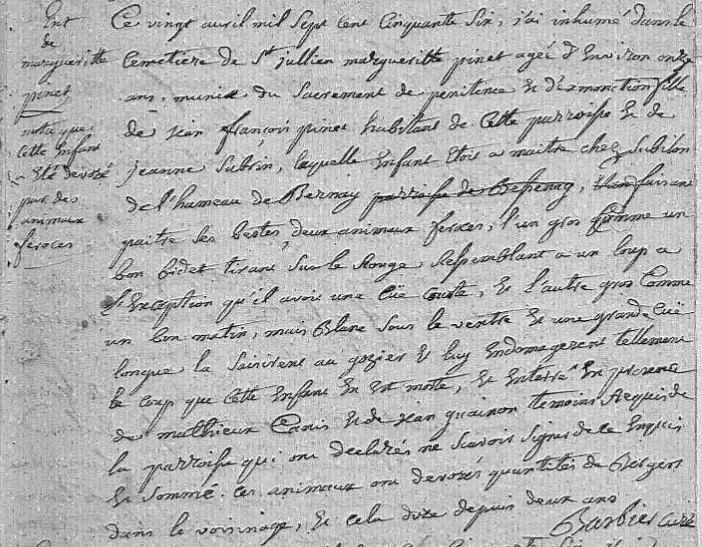
Extrait des registres paroissiaux de Saint-Julien-sur-Bibost

Selon Jean-Marc Moriceau, les descriptions d'époque mentionnent un loup, avec les jambes moins hautes, le poil plus rude et la peau mouchetée de plusieurs couleurs. Nous avons vu avec le témoignage du curé de Montrottier que la rumeur d'une hyène avait pris de l'ampleur à l'époque, il convient cependant de se rappeler que l'espèce Canis lupus n'a été définie que vers 1758 par le naturaliste suédois Carl von Linné.
La thèse du  loup-garou était également très en vogue à cette époque et a été consignée par le Marquis de Marcieu, dans son ordonnance sur la chasse générale du 10 septembre 1754 :

« Messieurs les officiers et les bas officiers des fusiliers et ceux des traqueurs feront tous leurs efforts pour détruire dans leur peuple le fanatisme des loups-béroux et leur prouver que ce ne sont que des loups ordinaires qui malheureusement sont accoutumés à manger de la chair humaine et quand même il se trouverait dans les bois, ce que je ne crois pas, des loups-cerviers, des ours et tigres, il faut leur prouver que ce ne sont que des bêtes qu’un coup de fusil tue et qu’il est nécessaire de détruire. »

## Liste des victimes
La liste suivante a été établie d'après les travaux en cours :
| Date       | Paroisse                 | Nom                   | Âge     |
| ---------- | ------------------------ | --------------------- | ------- |
| 05/06/1754 | Denicé                   | Pierre Morel          | 5 ans   |
| 17/07/1754 | Villette-de-Vienne       | Claudine Tardif       | 45 ans  |
| 08/08/1754 | Luzinay                  | François Beloud       | 8 ans   |
| 15/08/1754 | Regnié-Durette           | Madeleine Joubert     | inconnu |
| 12/02/1755 | Sarcey                   | Christophe Cambria    | 7 ans   |
| 27/02/1755 | Savigny                  | Anne Tricaud          | 14 ans  |
| 03/04/1755 | Savigny                  | Pierre Guillon        | 10 ans  |
| 05/05/1755 | Savigny                  | Marie Berchoud        | 13 ans  |
| 21/07/1755 | L'Arbresle               | Mathieu Gervais       | 9 ans   |
| 27/07/1755 | Luzinay                  | Hélène Berquet        | 6 ans   |
| 23/09/1755 | Saint-Just-Chaleyssin    | Marie Berger          | 6 ans   |
| 25/09/1755 | Bibost                   | Claudine L'Hospital   | 8 ans   |
| 27/09/1755 | Bully                    | Catherine Cusset      | 10 ans  |
| 20/10/1755 | Saint-Symphorien-d'Ozon  | Inconnu               | 2 ans   |
| 27/10/1755 | Savigny                  | Jean-Marie Duboy      | 13 ans  |
| 12/11/1755 | Saint-Pierre-de-Chandieu | Pierre Vaché          | 8 ans   |
| 19/04/1756 | Sourcieux-sur-l’Arbresle | Benoite Daverdi       | 9 ans   |
| 20/04/1756 | Saint-Julien-sur-Bibost  | Marguerite Pinet      | 11 ans  |
| 04/05/1756 | Brullioles               | Benoît Thiver         | 10 ans  |
| 12/05/1756 | Saint-Romain-de-Popey    | Pierrette Devilard    | 7 ans   |
| 14/06/1756 | Saint-Romain-de-Popey    | Étienne Manu          | 6 ans   |
| 25/06/1756 | Savigny                  | Pierre Delorme        | 13 ans  |
| 27/06/1756 | Bessenay                 | Jean-Baptiste Chazaud | 7 ans   |
| 04/07/1756 | Seyssuel Notre Dame      | Claudine Allioud      | 8 ans   |
| 08/07/1756 | Saint-Just-Chaleyssin    | Anne Tiron            | 10 ans  |
| 14/07/1756 | Bessenay                 | Elisabeth Blanc       | 11 ans  |
| 12/08/1756 | Saint-Symphorien-d'Ozon  | Benoît Mortan         | 12 ans  |
| 22/08/1756 | Montrottier              | Jean Malaval          | 9 ans   |
| 12/09/1756 | Saint-Pierre-de-Chandieu | Marie Lombard         | 10 ans  |
| 17/09/1756 | Luzinay                  | Benoit Barroh         | 1 an    |
| 21/10/1756 | Savigny                  | Claudine Guillot      | 4 ans   |
| 19/11/1756 | Saint-Pierre-de-Chandieu | Pierre Paleron        | 6 ans   |
| 19/11/1756 | Brullioles               | Jean-Baptiste Bazin   | 14 ans  |
| 24/11/1756 | Montrottier              | Anne Sarrazin         | 9 ans   |